# USS Telesforo Trinidad (DDG-139)
«Телесфоро Трінідад» (англ. USS Telesforo Trinidad (DDG-139) - ескадрений міноносець КРО типу «Арлі Берк» ВМС США, серії III. 

## Історія створення
Ескадрений міноносець «Телесфоро Трінідад» був замовлений 27 вересня 2018 року. Це 89-й корабель даного типу.
Свою назву отримав на честь Телесфоро Трінідада, кочегара 2-го класу, єдиного філіппінця, нагородженого Медаллю Пошани.